# Enrico Toselli
Pour les articles homonymes, voir Toselli.
Enrico Toselli, né le 13 mars 1883 à Florence et mort le 15 janvier 1926 dans la même ville, est un pianiste et compositeur italien.

## Biographie
Enrico Toselli étudie le piano avec Giovanni Sgambati et la composition avec Giuseppe Martucci et Reginaldo Grazzini. Il commence une carrière de pianiste de concert à un très jeune âge et parcourt ainsi l'Italie et les principales capitales européennes, mais va également à Alexandrie, en Égypte, et voyage en Amérique du Nord.
Bien qu'il soit un interprète et compositeur à succès, la notoriété de Toselli est due en grande partie au scandale international occasionné par son mariage en 1907 avec l'archiduchesse  Louise de Toscane, membre de la Maison de Habsbourg-Lorraine, fille du grand-duc Ferdinand IV de Toscane et de la princesse Alice de Bourbon-Parme, épouse divorcée du roi de Saxe et apparentée à toutes les familles régnantes .
Il est surtout connu pour avoir composé une sérénade pour piano et violon. (Les paroles en français sont signées de  Pierre d'Amor).
En 1950, le film Toselli est tourné par Duilio Coletti avec Danièle Darrieux dans le rôle de la princesse. On y raconte le scandale énorme provoqué dans toute l'Europe par cette histoire d'amour, les difficultés rencontrées par le couple pour vivre une vie à peu près normale malgré les soucis financiers qui finalement entraînent la séparation des époux en 1912.